# Камар ад-Дін (напій)
Камар ад-Дін (араб. قمر الدين, дос. «Місяць віри») — абрикосова пастила, що використовується як сировина для приготування однойменного фруктового напою, на кшталт соку, або нектару, який часто вживають під час священного для мусульман місяця Рамадан. Цей напій походить із Сирії і вперше був вироблений у оазі Гута, де був вирощений найбільш прийнятний. для цього напою сорт абрикосів.
Напій вживають у країнах Близького Сходу та Північної Африки, а також у Сомалі, хоча сирійський камар ад-дін все ще вважається найкращим, оскільки потрібний для його виробництва сорт абрикосів росте лише в Сирії та на південному заході Туреччини.

## Етимологія
Є декілька теорій походження цієї назви. Одна з них стверджує, що продукт був названий на честь свого винахідника, сирійця, на ім'я Камар ад-Дін. Кажуть, що він нібито був настільки красивим, що нагадував Місяць (камар, араб. قمر).
Інша теорія стверджує, що сезон абрикосів збігся з появою нового Місяця, який знаменує початок Рамадану в рік, коли був винайдений камар ад-дін. Подібна теорія, широко поширена в Єгипті, відслідковує походження назви від халіфа, який, як відомо, святкував з камар ад-діном, побачивши півмісяць під час Рамадану.

## Спосіб приготування

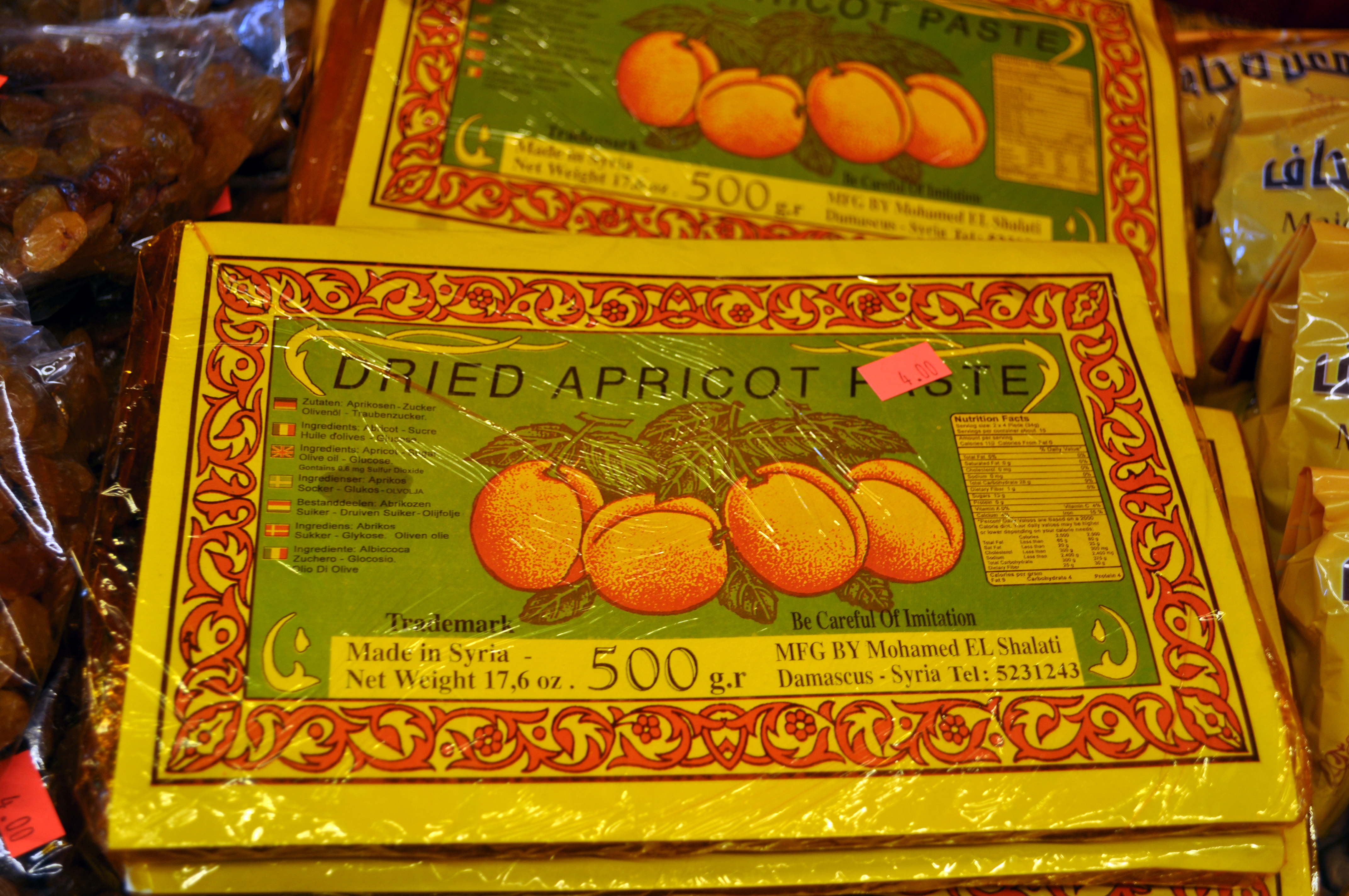
Паста з кураги для приготування напою Qamar Addin

Щоб приготувати Камар ад-Дін, абрикоси та цукор кип'ятять на вогні, а потім проціджують через дерев'яне ситечко, змочене оливковою олією. Потім абрикоси залишають сушитися під прямими сонячними променями. Коли він повністю висохне, його пакують, відправляють і продають. Ця пастила з кураги товстіша, щільніша та має сильніший смак, ніж звичайна абрикосова, і, отже, більше підходить для виготовлення камар ад-діна. Приготування напою з цієї пастили вимагає лише додавання трояндової води, або води з флердоранжу, хоча часто також додають шматочки абрикоса (свіжі або сушені) і лід. Іноді частину квіткової води замінюють апельсиновим соком, або простою водою. Камар ад-Дін традиційно подається густим і холодним, і вважається, що він є особливо зміцнюючим і гарним джерелом енергії, електролітів і зволоження, що є ключовим після дня посту. Деякі жителі Леванту додають до нього кедрові горіхи та лід, роблячи напій, який нагадує густішу версію джалляба. У Сирії цю пастилу також їдять, звичайним чином, як фруктовий рулет, тобто не перетворюючи на напій. Поширеним способом вживання є обертання пастили навколо шматка волоського горіха.

## Пояснення
1. ↑  Латинкою також може бути записано як Qamar al-Deen, Qamar ad-Din/ad-Deen, Qamar Eddine, Qamaruddin, Kamaruddin, Amardine, Amar eddin, і десятками інших способів. Транслітерація арабської мови, як відомо, сповнена труднощів, навіть якщо відмінності між багатьма діалектами арабської мови взяті до уваги.